# Kafr Naja
Kafr Naja (arab. كفرنايا) – miasto w Syrii, w muhafazie Aleppo. W 2004 roku liczyło 5647 mieszkańców.